# Kacper Stokowski
Kacper Aleksander Stokowski (Varsovia, 6 de enero de 1999) es un deportista polaco que compite en natación. Ganó tres medallas de bronce en el Campeonato Mundial de Natación en Piscina Corta, en los años 2022 y 2024.

## Palmarés internacional
| Campeonato Mundial en Piscina Corta | Campeonato Mundial en Piscina Corta | Campeonato Mundial en Piscina Corta | Campeonato Mundial en Piscina Corta |
| Año                                 | Lugar                               | Medalla                             | Prueba                              |
| ----------------------------------- | ----------------------------------- | ----------------------------------- | ----------------------------------- |
| 2022                                | Melbourne (Australia)               | Medalla de bronce                   | 50 m espalda                        |
| 2024                                | Budapest (Hungría)                  | Medalla de bronce                   | 100 m espalda                       |
| 2024                                | Budapest (Hungría)                  | Medalla de bronce                   | 4 × 100 m libre                     |